# Kenya a 2016. évi nyári olimpiai játékokon
Kenya a brazíliai Rio de Janeiróban megrendezett 2016. évi nyári olimpiai játékok egyik részt vevő nemzete volt. Az országot az olimpián 7 sportágban 79 sportoló képviselte, akik összesen 13 érmet szereztek.

## Érmesek
| Érem  | Versenyző         | Sportág  | Versenyszám          |
| ----- | ----------------- | -------- | -------------------- |
| Arany | David Rudisha     | Atlétika | Férfi 800 m          |
| Arany | Conseslus Kipruto | Atlétika | Férfi 3000 m akadály |
| Arany | Eliud Kipchoge    | Atlétika | Férfi maraton        |
| Arany | Faith Kipyegon    | Atlétika | Női 1500 m           |
| Arany | Vivian Cheruiyot  | Atlétika | Női 5000 m           |
| Arany | Jemima Sumgong    | Atlétika | Női maraton          |
| Ezüst | Paul Tanui        | Atlétika | Férfi 10 000 m       |
| Ezüst | Boniface Mucheru  | Atlétika | Férfi 400 m gát      |
| Ezüst | Julius Yego       | Atlétika | Férfi gerelyhajítás  |
| Ezüst | Hellen Obiri      | Atlétika | Női 5000 m           |
| Ezüst | Vivian Cheruiyot  | Atlétika | Női 10 000 m         |
| Ezüst | Hyvin Jepkemoi    | Atlétika | Női 3000 m akadály   |
| Bronz | Margaret Wambui   | Atlétika | Női 800 m            |

## Atlétika
Férfi
| Carvin Nkanata         | 200 m           | 21,43    | 8.       | 72.      | kiesett          | kiesett          | kiesett          | kiesett       | kiesett       |         |         |         |
| Raymond Kibet          | 400 m           | 46,15    | 5.       | 35.*     | kiesett          | kiesett          | kiesett          | kiesett       | kiesett       |         |         |         |
| Alphas Leken Kishoyian | 400 m           | 46,74    | 5.       | 42.      | kiesett          | kiesett          | kiesett          | kiesett       | kiesett       |         |         |         |
| Alexander Sampao       | 400 m           | 46,62    | 7.       | 40.      | kiesett          | kiesett          | kiesett          | kiesett       | kiesett       |         |         |         |
| Alfred Kipketer        | 800 m           | 1:46,61  | 1.       | 15.      | 1:44,38          | 1.               | 5.               | 1:46,02       | 7.            |         |         |         |
| Ferguson Rotich        | 800 m           | 1:46,00  | 2.       | 9.       | 1:44,65          | 4.               | 8.               | 1:43,55       | 5.            |         |         |         |
| David Rudisha          | 800 m           | 1:45,09  | 1.       | 1.       | 1:43,88          | 1.               | 3.               | 1:42,15       |               |         |         |         |
| Asbel Kiprop           | 1500 m          | 3:38,97  | 1.       | 10.      | 3:39,73          | 1.               | 4.               | 3:50,87       | 6.            |         |         |         |
| Ronald Kwemoi          | 1500 m          | 3:38,33  | 2.       | 2.       | 3:39,42          | 1.               | 1.               | 3:56,76       | 13.           |         |         |         |
| Elijah Manangoi        | 1500 m          | 3:46,83  | 2.       | 26.      | nem állt rajthoz | nem állt rajthoz | nem állt rajthoz | kiesett       | kiesett       | kiesett | kiesett | kiesett |
| Isiah Koech            | 5000 m          | 13:25,15 | 12.      | 14.      |                  |                  |                  | kiesett       | kiesett       |         |         |         |
| Charles Muneria        | 5000 m          | 13:30,95 | 12.      | 27.      |                  |                  |                  | kiesett       | kiesett       |         |         |         |
| Caleb Ndiku            | 5000 m          | 13:26,63 | 6.       | 18.      |                  |                  |                  | kiesett       | kiesett       |         |         |         |
| Geoffrey Kamworor      | 10 000 m        |          |          |          |                  |                  |                  | 27:31,94      | 11.           |         |         |         |
| Bedan Karoki Muchiri   | 10 000 m        |          |          |          |                  |                  |                  | 27:22,93      | 7.            |         |         |         |
| Paul Tanui             | 10 000 m        |          |          |          |                  |                  |                  | 27:05,64      |               |         |         |         |
| Nicholas Bett          | 400 m gát       | kizárták | kizárták | kizárták | kiesett          | kiesett          | kiesett          | kiesett       | kiesett       |         |         |         |
| Aron Koech             | 400 m gát       | 48,77    | 1.       | 8.       | 48,49            | 2.               | 5.               | 49,09         | 7.            |         |         |         |
| Boniface Mucheru       | 400 m gát       | 48,91    | 2.       | 9.       | 48,85            | 2.               | 10.              | 47,78         |               |         |         |         |
| Ezekiel Kemboi         | 3000 m akadály  | 8:25,51  | 3.       | 8.       |                  |                  |                  | kizárták      | kizárták      |         |         |         |
| Brimin Kipruto         | 3000 m akadály  | 8:26,25  | 2.       | 10.      |                  |                  |                  | 8:18,79       | 6.            |         |         |         |
| Conseslus Kipruto      | 3000 m akadály  | 8:21,40  | 1.       | 1.       |                  |                  |                  | 8:03,28       |               |         |         |         |
| Stanley Biwott         | Maraton         |          |          |          |                  |                  |                  | nem ért célba | nem ért célba |         |         |         |
| Eliud Kipchoge         | Maraton         |          |          |          |                  |                  |                  | 2:08:44       |               |         |         |         |
| Wesley Korir           | Maraton         |          |          |          |                  |                  |                  | nem ért célba | nem ért célba |         |         |         |
| Samuel Gathimba        | 20 km gyaloglás |          |          |          |                  |                  |                  | nem ért célba | nem ért célba |         |         |         |
| Simon Wachira          | 20 km gyaloglás |          |          |          |                  |                  |                  | nem ért célba | nem ért célba |         |         |         |

| Versenyző   | Versenyszám   | Selejtező | Selejtező | Döntő    | Döntő    |
| Versenyző   | Versenyszám   | Eredmény  | Helyezés  | Eredmény | Helyezés |
| ----------- | ------------- | --------- | --------- | -------- | -------- |
| Julius Yego | Gerelyhajítás | 83,55 m   | 6.        | 88,24 m  |          |

Női
| Versenyző             | Versenyszám     | Előfutam | Előfutam | Előfutam | Elődöntő | Elődöntő | Elődöntő | Döntő         | Döntő         |
| Versenyző             | Versenyszám     | Idő      | Hely.    | Össz.    | Idő      | Hely.    | Össz.    | Idő           | Helyezés      |
| --------------------- | --------------- | -------- | -------- | -------- | -------- | -------- | -------- | ------------- | ------------- |
| Winny Chebet          | 800 m           | 2:01,65  | 2.       | 38.      | 2:01,90  | 6.       | 21.      | kiesett       | kiesett       |
| Eunice Sum            | 800 m           | 1:59,83  | 1.       | 12.      | 2:00,88  | 7.       | 19.      | kiesett       | kiesett       |
| Margaret Wambui       | 800 m           | 1:59,66  | 2.       | 8.       | 1:59,21  | 1.       | 7.       | 1:56,89       |               |
| Nancy Chepkwemoi      | 1500 m          | 4:15,41  | 11.      | 35.      | kiesett  | kiesett  | kiesett  | kiesett       | kiesett       |
| Faith Kipyegon        | 1500 m          | 4:06,65  | 2.       | 6.       | 4:03,95  | 1.       | 3.       | 4:08,92       |               |
| Viola Lagat           | 1500 m          | 4:08,09  | 8.       | 13.      | 4:06,83  | 6.       | 14.      | kiesett       | kiesett       |
| Mercy Cherono         | 5000 m          | 15:19,56 | 3.       | 9.       |          |          |          | 14:42,89      | 4.            |
| Hellen Obiri          | 5000 m          | 15:19,38 | 1.       | 7.       |          |          |          | 14:29,77      |               |
| Vivian Cheruiyot      | 5000 m          | 15:17,74 | 3.       | 3.       |          |          |          | 14:26,17      |               |
| Vivian Cheruiyot      | 10 000 m        |          |          |          |          |          |          | 29:32,53      |               |
| Alice Aprot           | 10 000 m        |          |          |          |          |          |          | 29:53,51      | 4.            |
| Betsy Saina           | 10 000 m        |          |          |          |          |          |          | 30:07,78      | 5.            |
| Maureen Jelagat Maiyo | 400 m gát       | 57,97    | 8.       | 39.      | kiesett  | kiesett  | kiesett  | kiesett       | kiesett       |
| Beatrice Chepkoech    | 3000 m akadály  | 9:17,55  | 1.       | 2.       |          |          |          | 9:16,05       | 4.            |
| Hyvin Jepkemoi        | 3000 m akadály  | 9:24,61  | 1.       | 10.      |          |          |          | 9:07,12       |               |
| Lydia Rotich          | 3000 m akadály  | 9:30,21  | 5.       | 13.      |          |          |          | 9:29,90       | 13.           |
| Visiline Jepkesho     | Maraton         |          |          |          |          |          |          | 2:46:05       | 86.           |
| Helah Kiprop          | Maraton         |          |          |          |          |          |          | nem ért célba | nem ért célba |
| Jemima Sumgong        | Maraton         |          |          |          |          |          |          | 2:24:04       |               |
| Grace Wanjiru         | 20 km gyaloglás |          |          |          |          |          |          | 1:37:49       | 42.           |

* - két másik versenyzővel azonos eredményt ért el

## Cselgáncs
Férfi
| Versenyző      | Versenyszám | Selejtező         | 32-es főtábla                        | Nyolcaddöntő      | Negyeddöntő       | Elődöntő          | Vigaszág elődöntő | Bronz- mérkőzés   | Döntő             | Helyezés |
| Versenyző      | Versenyszám | Ellenfél Eredmény | Ellenfél Eredmény                    | Ellenfél Eredmény | Ellenfél Eredmény | Ellenfél Eredmény | Ellenfél Eredmény | Ellenfél Eredmény | Ellenfél Eredmény | Helyezés |
| -------------- | ----------- | ----------------- | ------------------------------------ | ----------------- | ----------------- | ----------------- | ----------------- | ----------------- | ----------------- | -------- |
| Kiplangat Sang | Középsúly   | erőnyerő          | Tóth Krisztián (HUN) · 000(4)–100(1) | kiesett           | kiesett           | kiesett           |                   |                   |                   | 17.      |

## Íjászat
Női
| Versenyző      | Versenyszám | Selejtező | Selejtező | 64-es főtábla                       | 32-es főtábla     | Nyolcaddöntő      | Negyeddöntő       | Elődöntő          | Döntő             | Helyezés |
| Versenyző      | Versenyszám | Pont      | Kiemelés  | Ellenfél Eredmény                   | Ellenfél Eredmény | Ellenfél Eredmény | Ellenfél Eredmény | Ellenfél Eredmény | Ellenfél Eredmény | Helyezés |
| -------------- | ----------- | --------- | --------- | ----------------------------------- | ----------------- | ----------------- | ----------------- | ----------------- | ----------------- | -------- |
| Shehzana Anwar | Egyéni      | 579       | 62.       | Ki Bobe (Gi Bo-bae) (KOR)(3.) · 1-7 | kiesett           | kiesett           | kiesett           | kiesett           | kiesett           | 33.      |

## Ökölvívás
Férfi
| Versenyző       | Versenyszám | Selejtező                           | Nyolcaddöntő               | Negyeddöntő                   | Elődöntő          | Döntő             | Helyezés |
| Versenyző       | Versenyszám | Ellenfél Eredmény                   | Ellenfél Eredmény          | Ellenfél Eredmény             | Ellenfél Eredmény | Ellenfél Eredmény | Helyezés |
| --------------- | ----------- | ----------------------------------- | -------------------------- | ----------------------------- | ----------------- | ----------------- | -------- |
| Peter Warui     | Papírsúly   | erőnyerő                            | Lü Bin (CHN) · 2-1         | Joahnys Argilagos (CUB) · 0-3 | kiesett           | kiesett           | 5.       |
| Benson Njangiru | Harmatsúly  | Erdenebatyn Tsendbaatar (MGL) · 0-3 | kiesett                    | kiesett                       | kiesett           | kiesett           | 17.      |
| Rayton Okwiri   | Váltósúly   | Andrej Zamkovoj (RUS) · 2-1         | Mohammed Rabii (MAR) · 0-3 | kiesett                       | kiesett           | kiesett           | 9.       |

## Rögbi

### Férfi
| Kenyai férfi rögbi-játékoskeret                                                               | Kenyai férfi rögbi-játékoskeret                                                                 |
| --------------------------------------------------------------------------------------------- | ----------------------------------------------------------------------------------------------- |
| - Biko Adema - Willy Ambaka - Andrew Amonde - Oscar Ayodi - Collins Injera - Humphrey Kayange | - Augustine Lugonzo - Bush Mwale - Billy Odhiambo - Samuel Oliech - Dennis Ombachi - Oscar Ouma |

#### Eredmények
Csoportkör
B csoport
| Csapat               | M | Gy | D | V | P+ | P– | Pk  | P |
| -------------------- | - | -- | - | - | -- | -- | --- | - |
| Nagy-Britannia (GBR) | 3 | 3  | 0 | 0 | 73 | 45 | +28 | 9 |
| Japán (JPN)          | 3 | 2  | 0 | 1 | 64 | 40 | +24 | 7 |
| Új-Zéland (NZL)      | 3 | 1  | 0 | 2 | 59 | 40 | +19 | 5 |
| Kenya (KEN)          | 3 | 0  | 0 | 3 | 19 | 90 | –71 | 3 |

| 2016. augusztus 9. 12:00 (17:00) |                    | Nagy-Britannia (GBR) | 31–7 | Kenya (KEN) |  | Deodoro Stadion, Rio de Janeiro |
| 2016. augusztus 9. 12:00 (17:00) | (24–0) Jegyzőkönyv |                      |      |             |  | Deodoro Stadion, Rio de Janeiro |

| 2016. augusztus 9. 17:30 (22:30) |                    | Új-Zéland (NZL) | 28–5 | Kenya (KEN) |  | Deodoro Stadion, Rio de Janeiro |
| 2016. augusztus 9. 17:30 (22:30) | (14–5) Jegyzőkönyv |                 |      |             |  | Deodoro Stadion, Rio de Janeiro |

| 2016. augusztus 10. 12:00 (17:00) |                    | Kenya (KEN) | 7–31 | Japán (JPN) |  | Deodoro Stadion, Rio de Janeiro |
| 2016. augusztus 10. 12:00 (17:00) | (7–14) Jegyzőkönyv |             |      |             |  | Deodoro Stadion, Rio de Janeiro |

A 9–12. helyért
| 2016. augusztus 10. 16:30 (21:30) |                   | Spanyolország (ESP) | 14–12 | Kenya (KEN) |  | Deodoro Stadion, Rio de Janeiro |
| 2016. augusztus 10. 16:30 (21:30) | (7–5) Jegyzőkönyv |                     |       |             |  | Deodoro Stadion, Rio de Janeiro |

A 11. helyért
| 2016. augusztus 11. 12:30 (17:30) |                    | Brazília (BRA) | 0–24 | Kenya (KEN) |  | Deodoro Stadion, Rio de Janeiro |
| 2016. augusztus 11. 12:30 (17:30) | (0–12) Jegyzőkönyv |                |      |             |  | Deodoro Stadion, Rio de Janeiro |

| Csapat      | Helyezés |
| ----------- | -------- |
| Kenya (KEN) | 11.      |

### Női
| Kenyai női rögbi-játékoskeret                                                                       | Kenyai női rögbi-játékoskeret                                                                       |
| --------------------------------------------------------------------------------------------------- | --------------------------------------------------------------------------------------------------- |
| - Catherine Abilla - Linet Arasa - Sheila Chajira - Rachael Mbogo - Celestine Masinde - Janet Okelo | - Philadelphia Olando - Irene Otieno - Stacy Otieno - Janet Owino - Camilyne Oyuayo - Doreen Remour |

#### Eredmények
Csoportkör
B csoport
| Csapat              | M | Gy | D | V | P+  | P–  | Pk  | P |
| ------------------- | - | -- | - | - | --- | --- | --- | - |
| Új-Zéland (NZL)     | 3 | 3  | 0 | 0 | 109 | 12  | +97 | 9 |
| Franciaország (FRA) | 3 | 2  | 0 | 1 | 71  | 40  | +31 | 7 |
| Spanyolország (ESP) | 3 | 1  | 0 | 2 | 31  | 65  | –34 | 5 |
| Kenya (KEN)         | 3 | 0  | 0 | 3 | 17  | 111 | –94 | 3 |

| 2016. augusztus 6. 11:30 (16:30) |                    | Új-Zéland (NZL) | 52–0 | Kenya (KEN) |  | Deodoro Stadion, Rio de Janeiro |
| 2016. augusztus 6. 11:30 (16:30) | (21–0) Jegyzőkönyv |                 |      |             |  | Deodoro Stadion, Rio de Janeiro |

| 2016. augusztus 6. 16:00 (21:00) |                    | Franciaország (FRA) | 40–7 | Kenya (KEN) |  | Deodoro Stadion, Rio de Janeiro |
| 2016. augusztus 6. 16:00 (21:00) | (14–7) Jegyzőkönyv |                     |      |             |  | Deodoro Stadion, Rio de Janeiro |

| 2016. augusztus 7. 11:00 (16:00) |                   | Spanyolország (ESP) | 19–10 | Kenya (KEN) |  | Deodoro Stadion, Rio de Janeiro |
| 2016. augusztus 7. 11:00 (16:00) | (5–5) Jegyzőkönyv |                     |       |             |  | Deodoro Stadion, Rio de Janeiro |

A 9–12. helyért
| 2016. augusztus 7. 16:30 (21:30) |                   | Kenya (KEN) | 0–24 | Japán (JPN) |  | Deodoro Stadion, Rio de Janeiro |
| 2016. augusztus 7. 16:30 (21:30) | (0–5) Jegyzőkönyv |             |      |             |  | Deodoro Stadion, Rio de Janeiro |

A 11. helyért
| 2016. augusztus 8. 12:30 (17:30) |                    | Kolumbia (COL) | 10–22 | Kenya (KEN) |  | Deodoro Stadion, Rio de Janeiro |
| 2016. augusztus 8. 12:30 (17:30) | (10–5) Jegyzőkönyv |                |       |             |  | Deodoro Stadion, Rio de Janeiro |

| Csapat      | Helyezés |
| ----------- | -------- |
| Kenya (KEN) | 11.      |

## Súlyemelés
Férfi
| Versenyző   | Versenyszám | Szakítás | Szakítás | Lökés    | Lökés    | Összesen | Helyezés |
| Versenyző   | Versenyszám | Eredmény | Helyezés | Eredmény | Helyezés | Összesen | Helyezés |
| ----------- | ----------- | -------- | -------- | -------- | -------- | -------- | -------- |
| James Adede | 94 kg       | 116      | 17.      | 140      | 17.      | 256      | 17.      |

## Úszás
Férfi
| Versenyző      | Versenyszám | Előfutam | Előfutam | Előfutam | Elődöntő | Elődöntő | Elődöntő | Döntő   | Döntő    |
| Versenyző      | Versenyszám | Idő      | Hely.    | Össz.    | Idő      | Hely.    | Össz.    | Idő     | Helyezés |
| -------------- | ----------- | -------- | -------- | -------- | -------- | -------- | -------- | ------- | -------- |
| Hamdan Bayusuf | 100 m hát   | 1:00,28  | 6.       | 38.      | kiesett  | kiesett  | kiesett  | kiesett | kiesett  |

Női
| Versenyző    | Versenyszám | Előfutam | Előfutam | Előfutam | Elődöntő | Elődöntő | Elődöntő | Döntő   | Döntő    |
| Versenyző    | Versenyszám | Idő      | Hely.    | Össz.    | Idő      | Hely.    | Össz.    | Idő     | Helyezés |
| ------------ | ----------- | -------- | -------- | -------- | -------- | -------- | -------- | ------- | -------- |
| Talisa Lanoe | 100 m hát   | 1:10,02  | 7.       | 33.      | kiesett  | kiesett  | kiesett  | kiesett | kiesett  |